# Lijst van ambassades in Suriname

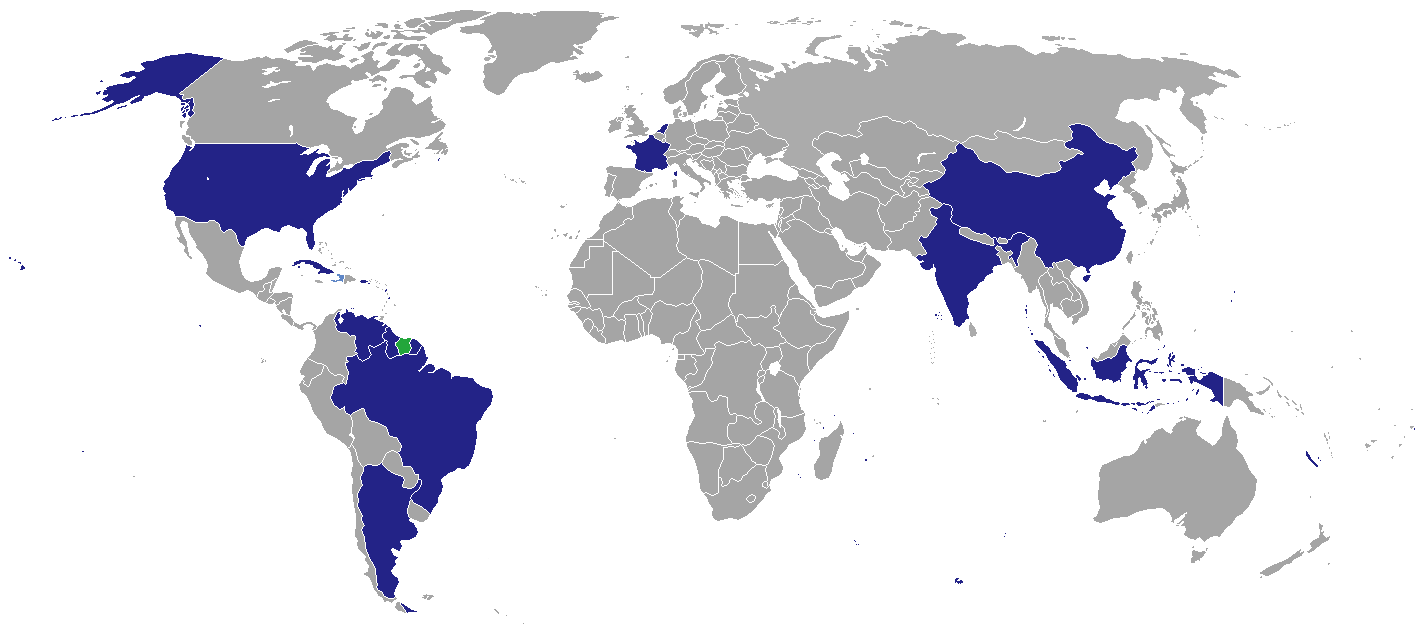
Kaart van diplomatieke missies in Suriname

Dit is een lijst met diplomatieke missies in Suriname. Er zijn 11 ambassades in Paramaribo,  exclusief honoraire consulaten. 

## Ambassades
| Ambassade                                     | land             | opmerking    | Afbeelding |
| --------------------------------------------- | ---------------- | ------------ | ---------- |
| Ambassade van Argentinië in Suriname          | Argentinië       |              |            |
| Ambassade van Brazilië in Suriname            | Brazilië         |              |            |
| Ambassade van China in Suriname               | China            | ambassadeurs |            |
| Ambassade van Cuba in Suriname                | Cuba             |              |            |
| Ambassade van Frankrijk in Suriname           | Frankrijk        | ambassadeurs |            |
| Ambassade van Guyana in Suriname              | Guyana           |              |            |
| Ambassade van India in Suriname               | India            |              |            |
| Ambassade van Indonesië in Suriname           | Indonesië        | ambassadeurs |            |
| Ambassade van Nederland in Suriname           | Nederland        | ambassadeurs |            |
| Ambassade van Venezuela in Suriname           | Venezuela        |              |            |
| Ambassade van de Verenigde Staten in Suriname | Verenigde Staten | ambassadeurs |            |

### Consulaten-generaal
Hieronder volgen enkele uit tientallen consulaten in Suriname.
Nieuw-Nickerie
- Guyana

Paramaribo
- Haïti - Consulaat-generaal van Haïti in Suriname

## Niet-residerend
- Argentinië (Georgetown)
- Australië (Port of Spain)
- België (Kingston)
- Colombia (Port of Spain)
- Finland (Brasília)
- Duitsland (Port of Spain)
- Filipijnen (Brasília)
- Griekenland (Caracas)
- Guatemala (Port of Spain)
- Japan (Port of Spain)
- Ierland (New York)
- Israël (New York)
- Marokko (Brasília)
- Mexico (Port of Spain)
- Panama (Port of Spain)
- Paraguay (Caracas)
- Roemenië (Brasília)
- Rusland (Brasília)
- Servië (Washington)
- Turkije (Port of Spain)
- Verenigd Koninkrijk (Georgetown)
- Zuid-Afrika (Port of Spain)
- Zuid-Korea (Caracas)